# Neolaparus volcatus
Neolaparus volcatus är en tvåvingeart som först beskrevs av Walker 1848.  Neolaparus volcatus ingår i släktet Neolaparus och familjen rovflugor. Inga underarter finns listade i Catalogue of Life.